# Uluṟu
Uluṟu (Engels: Ayers Rock) is een reusachtige rotsformatie die ongeveer in het midden van Australië ligt, in het Noordelijk Territorium, in een gebied dat wegens de roodbruine kleur van de grond ook bekend staat als het Rode Centrum. Uluṟu is een van de bekendste toeristische attracties van het land. De rotsformatie is van het type inselberg.

## Religieuze betekenis
Voor de lokale Aborigines, de Anangu, is Uluṟu een belangrijke religieuze plaats. De rots is verbonden met hun mythologie, de Tjukurpa, ook bekend als Droomtijd. Alle facetten van de rots hebben een bepaalde betekenis en zijn met elkaar verbonden via de mythologie in de Tjukurpa. Bepaalde scheuren in de rots zijn voor de Anangu de overblijfselen van een strijd tussen twee mythologische wezens uit de Droomtijd.
Verschillende kleine gaten worden geassocieerd met holen gegraven door mythologische mollen. Zo vormt de rots als het ware een bijbel voor de Anangu, die geen schrift hadden om hun mythologie op te schrijven. Er zijn verschillende heilige plekken rondom de rots die een speciale rol spelen bij mannen- of vrouwenrituelen.
De Tjukurpa is grotendeels geheim voor niet-ingewijden. Het is bijvoorbeeld voor Anangumannen verboden om zelfs maar te kijken naar bepaalde delen van de rots die met vrouwen-Tjukurpa te maken hebben en andersom.
Australië werd oorspronkelijk door de kolonisten gezien als een Terra Nullius, land dat aan niemand behoorde. Aan het einde van de 20e eeuw won de gedachte terrein, dat de Aborigines de rechtmatige eigenaars zijn. In 1985 werden de Aborigines, in plaats van de regering, de rechtmatige eigenaars van de rots.

## Toerisme

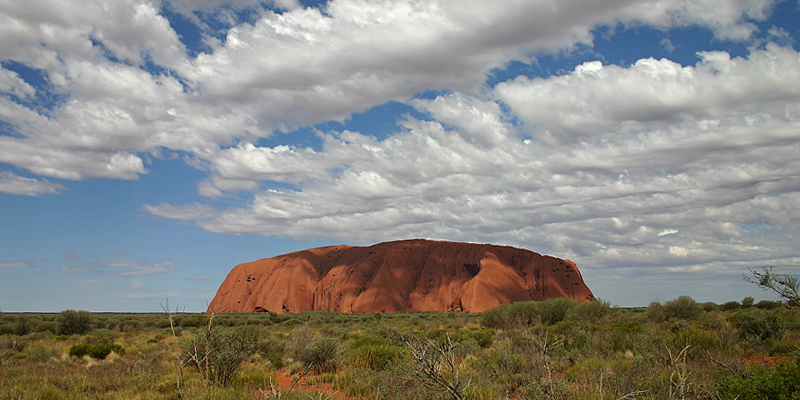
Uluṟu

De meeste toeristen bezoeken de rots bij zonsopgang of bij zonsondergang. Door de steeds verschillende invalshoek van het licht lijkt de rots van kleur te veranderen, van geel tot donkerbruin. Uluṟu ligt in het Nationaal park Uluṟu–Kata Tjuṯa, dat sinds 1987 is opgenomen in de werelderfgoedlijst. In het park ligt Yulara, een nederzetting met een vliegveldje, hotels, restaurants en een camping, waar de meeste bezoekers verblijven. De meest nabij gelegen stad is Alice Springs, 440 km over de weg van Uluṟu.
Het beklimmen van de rots is in de Anangureligie taboe. Er is daarom een groot spanningsveld tussen de Tjukurpa en het intensieve toerisme in het park. Hoewel de Aborigines de eigendom van de rots terugkregen, konden zij geen verbod opleggen aan anderen om de rots te beklimmen. Toch waren er elk jaar minder toeristen die zich aan de klim wagen. Sommigen uit respect, anderen wegens de zware fysieke inspanning die de klim vereist. Sommige toeristen waren overleden aan de zware klim.
In oktober 2017 kwamen de beheerders van het park overeen dat het vanaf 26 oktober 2019 verboden zou worden de rots te beklimmen. De laatste maanden voor de sluiting, en met name de laatste dag, ontstonden er op de berg lange rijen met toeristen die de berg nog een laatste keer wilden beklimmen. Als alternatief voor het beklimmen van de rots kan men ook een wandeling om de rots heen maken. Tijdens de wandeling worden bepaalde delen van de Tjukurpa met borden uitgelegd.

## Geologie

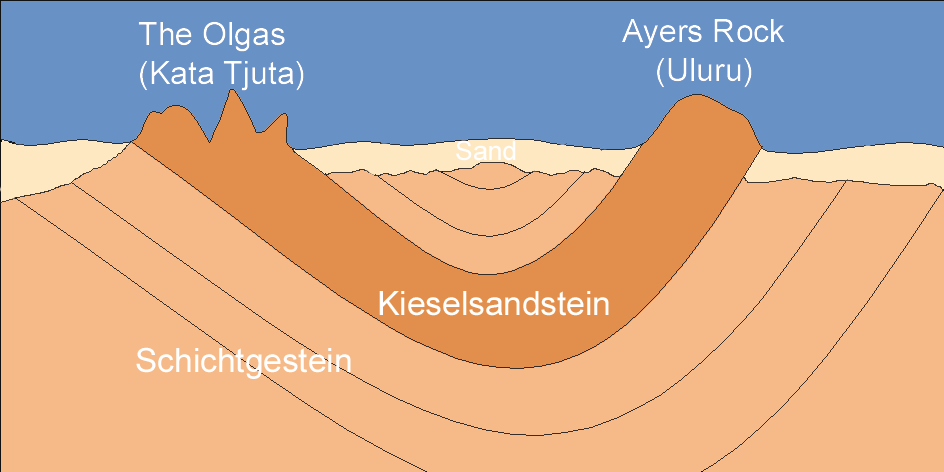
Synforme structuur van Uluṟu en Kata Tjuṯa

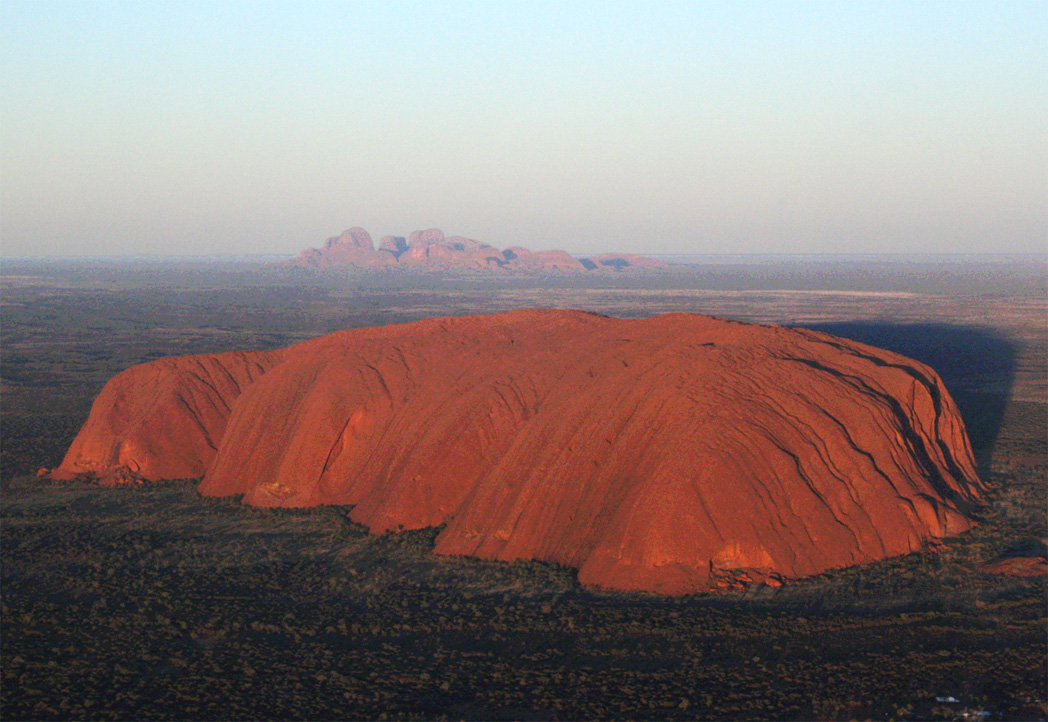
Uluṟu vanuit de lucht met op de achtergrond Kata Tjuṯa

In hetzelfde park ligt op ruim 25 km afstand van Uluṟu Kata Tjuṯa, een rotsformatie die ook bekendstaat als de Olga's. Geologisch onderzoek heeft aangetoond dat beide rotsformaties bestaan uit gesteenten van dezelfde geologische ouderdom. Uluṟu bestaat uit mariene zandsteen, rijk aan het mineraal veldspaat (dit gesteente wordt een arkose genoemd), Kata Tjuṯa uit conglomeraat, een gesteente dat bestaat uit veel grovere fragmenten.
Het laaggelegen Amadeus-bekken is een ondiepe zee, te vergelijken met bijvoorbeeld de Noordzee. Dit vulde zich tijdens het tijdperk Neoproterozoïcum met sedimenten van het nabijgelegen vasteland. Zo'n 550 miljoen jaar geleden zorgde de Petermann-orogenese voor een plooiing van het gebied, waardoor een gebergte ontstond. Dit gebergte erodeerde waarbij aan de voet van het gebergte puinwaaiers ontstonden. Dicht bij kust werd vooral grind afgezet, verder in zee eerder zand. Beide vormden de basis voor respectievelijk Kata Tjuṯa en Uluṟu.
Zo'n 500 miljoen jaar geleden werden de puinwaaiers bedekt door een ondiepe zee. De zee en de afgezette sedimenten drukten op het grind en het zand waardoor er compactatie en cementatie was. Het grind werd op deze manier conglomeraat, het zand zandsteen.
Tijdens de Hercynische orogenese, in Australië beter bekend als de Alice Springs-orogenese, bewoog de oceanische korst onder de continentale korst, waardoor het gebied opnieuw sterk geplooid werd. Uluṟu werd tot 90° gekanteld. Het geheel erodeerde vanaf het Krijt, maar de harde onderste lagen van Uluṟu en Kata Tjuṯa waren hier minder gevoelig voor en bleven uitsteken. Tevens vulden rivierzand en moerassen het vlakke gebied waarin Uluṟu zich bevond met alluviaal materiaal samen met het geërodeerde materiaal van de bergen.
Het huidige warme klimaat zorgt ervoor dat het gebied wordt bedekt met een egaliserend laagje zand.
Doordat de zandsteen bestaat uit opeenvolgingen van (roodgekleurde) veldspaat-rijke en meer kwarts-bevattende lagen (die daardoor geler zijn), is er een geband patroon zichtbaar. De veldspaten en glimmers in het sedimentair gesteente zorgen voor het glimmende uiterlijk van de berg. Verweerde en geoxideerde veldspaten hebben het gesteente een roodbruine roestige kleur gegeven.

## A cry in the dark
In 1980 trok Uluṟu wereldwijde media-aandacht door de verdwijning van de baby Azaria Chamberlain. Haar moeder, Lindy, beweerde dat het kind moest zijn weggesleept door een dingo tijdens een kampeeruitje nabij Uluṟu. De autoriteiten geloofden dit niet en de moeder werd vervolgd wegens kindermoord, maar werd later vrijgesproken. Het voorval is verfilmd in A Cry in the Dark.